# Costi quel che costi
Costi quel che costi (Whatever It Takes) è un film del 2000 diretto da David Raynr, ispirato all'opera teatrale Cyrano de Bergerac.

## Trama
Ryan Woodman è un ragazzo un po' geek che vuole conquistare la ragazza più popolare della scuola, Ashley Grant. Questo lo induce a rifiutare la sua vicina e migliore amica, Maggie Carter, una ragazza carina e intelligente. Tuttavia, il popolare Chris Campbell, che è il cugino di Ashley, ha gli occhi puntati su Maggie.
Chris si offre di aiutare Ryan a ottenere la ragazza dei suoi sogni se farà lo stesso per lui con Maggie. Quindi Ryan scrive delle e-mail  per Chris da usare con Maggie, mentre Chris consiglia a Ryan di trattare male Ashley, con la motivazione che è l'unico modo per attirare la sua attenzione.
All'inizio, nessuno dei due ragazzi trova facile cambiare i propri modi; Chris è troppo diretto per i gusti di Maggie e Ryan è troppo nervoso per trattare male Ashley. Ma mentre iniziano ad avere successo, Ryan inizia a vedere Maggie sotto un altro punto di vista e si chiede se sta cercando di conquistare la ragazza giusta. Si rende conto che Ashley non è per lui proprio mentre sta cercando di convincere Maggie che Chris tiene a lei.
Nel frattempo, Maggie mette in discussione il proprio interesse per il narcisista Chris. Il cambiamento di comportamento di Ryan, che include insultare i suoi amici geek, cambia anche l'opinione di Maggie su di lui. Ryan apprende che Chris ha intenzione di fare sesso con Maggie per poi scaricarla, la notte del ballo di fine anno, cosa che ha fatto con ogni ragazza con cui è uscito. Ryan gli dice che non funzionerà con Maggie, ma lo ignora allegramente.
Ryan confessa i suoi sentimenti a Maggie e le ammette che è stato lui a scriverle le lettere romantiche per tutto il tempo, non Chris. Sentendosi delusa, Maggie è riluttante a ricambiare i suoi sentimenti, infatti decide di andare al ballo di fine anno con Chris mentre Ryan va a malincuore con Ashley.
In un afterparty in un hotel, prima che Chris possa portare Maggie a letto, lei insiste per legarlo e bendarlo. Quando è completamente bloccato, Maggie gli dice che lo ha appena preso in giro e gli scatta una Polaroid. Lascia Chris nella stanza per essere schernito dagli altri partecipanti della festa.
Ryan finisce per lasciare Ashley e va da Maggie. Tornati a casa, cerca di parlarle e si scusa per il suo comportamento. Maggie racconta a Ryan quanto sia ferita per l'inganno, che l'aveva portata ad entrare nella popolare cricca di Chris e l'aveva portata a sentirsi erroneamente come se appartenesse a Chris, e Ryan risponde che appartiene a lui. Entrambi si rendono conto dei loro sentimenti l'uno per l'altro e si baciano.

## Distribuzione
- 31 marzo 2000 negli Stati Uniti
- 13 luglio 2000 in Australia
- 19 luglio 2000 in Francia (Dangereuse séduction)
- 26 luglio 2000 in Belgio
- 11 agosto 2000 in Italia (Costi quel che costi)
- 28 agosto 2000 in Spagna (Cueste lo que cueste)